# Mesochorus kumatai
Mesochorus kumatai là một loài tò vò trong họ Ichneumonidae.